# Commandement des troupes de montagne (Espagne)
Le Commandement des troupes de montagne est une unité militaire espagnole qui n'a pas de vocation opérationnelle en tant qu'unité constituée (elle n'a pas le rang de brigade au sein de l'armée de terre). Néanmoins, elle dispose d'unités dont le terrain privilégié d'entraînement et la vocation sont la montagne. Elle entretient des savoir-faire développés grâce à ses garnisons dans les Pyrénées.
La compagnie de ski et d'alpinisme a par ailleurs la vocation à former les éléments de cette grande unité ainsi qu'à initier aux techniques de montagne les autres unités de l'armée de terre espagnole.
Son état-major est stationné à Jaca.